# Фридкин, Уильям
Уильям Фридкин (англ. William Friedkin, 29 августа 1935, Чикаго — 7 августа 2023, Лос-Анджелес) — американский кинорежиссёр и сценарист. Больше всего известен постановкой картин «Французский связной» (1971) и «Изгоняющий дьявола» (1973), благодаря которым наряду с Фрэнсисом Фордом Копполой, Майклом Чимино и Питером Богдановичем стал одним из главных режиссёров «Нового Голливуда». «Французский связной» принёс Фридкину «Оскар» за лучшую режиссуру. В дальнейшем фильмам Фридкина сопутствовал куда меньший успех.

## Биография

### Ранние годы
Уильям Фридкин родился в Чикаго, штат Иллинойс, в семье бывшего моряка, полупрофессионального игрока в софтбол и продавца мужской одежды Луиса Фридкина и его жены Рейчел, еврейских эмигрантов из Российской империи. Отец никогда не зарабатывал больше 50 долларов в неделю и впоследствии умер в бедности. Мать Уильяма работала медсестрой в операционной и имела постоянный доход. После просмотра в детском возрасте фильма Орсона Уэллса «Гражданин Кейн», который произвел на него колоссальное впечатление, Уильям решил, что его будущее должно быть связано с кино. Окончив школу, он начал работать в чикагской телекомпании WGN-TV и начал свою режиссёрскую карьеру со съёмок телешоу в прямом эфире и документальных фильмов, предназначенных для телевидения. Один из его документальных фильмов, «Народ против Пола Крампа», рассказывавший об осуждённом на смерть афроамериканце, который был избит полицейскими, прежде чем признался в убийстве, получил награду Кинофестиваля в Сан-Франциско. Впоследствии смертный приговор был заменён Крампу на пожизненное заключение.
В 1965 году Уильям переехал в Голливуд, где снял последний эпизод для телешоу «Час Альфреда Хичкока», под названием «Разгар сезона» (англ. Off Season). Хичкок дал совет на будущее молодому режиссёру, чтобы тот не привыкал к режиссёрскому ремеслу.

### Первые голливудские работы
Первым голливудским фильмом Фридкина стала музыкальная комедия «Добрые времена» с участием дуэта Сонни и Шер. Фильм 1967 года стал дебютным в игровом кино не только для Фридкина, но и для дуэта музыкантов. Сюжет строился вокруг Сонни, получившего контракт в кино и фантазирующего о будущих сценариях. Фильм включал в себя элементы пародий, из-за чего получил посредственные отзывы. Впоследствии Сонни и Шер продолжили успешную совместную карьеру на телевидении и не переставали записываться до распада их брака и дуэта.
Второй фильм «Вечеринка в день рождения» (другой вариант перевода — «День рождения») Фридкин поставил в следующем году по одноимённой пьесе Гарольда Пинтера. Критик Гарольд Клурмен в своем обзоре журнала The Nation охарактеризовал фильм как «фантазию на тему страха и уголовного преследования». А рецензент Evening Standard заметил, что фильм, подобно пьесе, исследует власть, «которая сеет сомнения, страх, дрожащее освещение и пугающие предчувствия в четырёх стенах гостиной в приморском пансионе, где Стэнли (Роберт Шоу), квартирант, нашёл убежище от какой-то вины, преступления, предательства, но фактически эта причина не называется». Фильм «Ночь, когда наехали на заведение Мински» Фридкин поставил в жанре музыкальной комедии и выпустил в том же году. Фильм получил хорошие обзоры для пародии своего времени. Журнал Time назвал фильм «прощальной валентинкой жанру старого доброго бурлеска».
Самым заметным фильмом на раннем этапе стал фильм 1970 года «Оркестранты», экранизация одноимённой пьесы Марта Кроули, до того в 1968 году с успехом шедшей на офф-бродвейской сцене. Критические обзоры и рецензии «Оркестрантов» по большей части были положительными. Фильм стал знаковым для Фридкина, именно тогда его заметили большие кинокомпании.

### «Французский связной»
В 1971 году Фридкин снял полицейскую драму «Французский связной». При ограниченном бюджете (менее двух миллионов долларов) Фридкин сумел создать максимально реалистичную картину жизни полицейских. Критики отмечали новаторские приёмы и необычный стиль, более характерный для кинодокументалистики. Фильм был удостоен пяти «Оскаров», в том числе за лучший фильм и за лучшую режиссуру. Фридкин стал одним из наиболее молодых режиссёров, получивших «Оскар». После этой картины Фридкин, наряду с Фрэнсисом Фордом Копполой и Питером Богдановичем, стал одним из главных режиссёров Нового Голливуда.
По словам Фридкина, на решение режиссировать фильм его натолкнул разговор с Говардом Хоуксом, с дочерью которого Китти в то время жил Фридкин. Фридкин спросил Хоукса, что тот думает о своих фильмах, на что Хоукс прямо ответил, что все они были «паршивы», и посоветовал Фридкину, чтобы тот «сделал хорошую погоню. Сделал это лучше, чем делал кто бы то ни было». Фильм прославился сценой погони, в некоторых рейтингах признаваемой лучшим автомобильным преследованием за всю историю кино.
Производство фильма было начато в ноябре 1970 года и закончено в марте 1971 года. Фридкин был решительно настроен против выбора Хэкмена на главную роль и видел в этой роли Пола Ньюмэна, но его кандидатура была отклонена из-за ограниченности бюджета. Тогда на роль стали пробоваться Джеки Глисон и нью-йоркский колумнист Джимми Бреслин, который никогда раньше не играл. Фридкин почти добился утверждения на роль Рода Тейлора, но в итоге её получил Хэкман.

### «Изгоняющий дьявола»
Следующий фильм «Изгоняющий дьявола» (англ. The Exorcist) по роману Уильяма Питера Блетти, вышедший в 1973 году, тоже стал событием. «Изгоняющий дьявола», содержавший провокационные для своего времени сцены одержимости двенадцатилетней девочки, был крайне неоднозначно встречен тогдашней прессой, но принёс огромные для фильма ужасов кассовые сборы — свыше 402 миллионов долларов по всему миру (при бюджете в 12 миллионов). По кассовым сборам фильм занял первое место, потеснив самого «Крёстного отца». В настоящее время «Изгоняющий дьявола» считается эпохальным фильмом в жанре хоррор. Фильм получил Золотой глобус как лучший фильм — драма и был номинирован на десять «Оскаров», в том числе за лучший фильм и лучшую режиссуру, но получил только призы за лучший звук и лучший адаптированный сценарий. Сам фильм оказал огромный эффект на популярную культуру.

### Дальнейшие проекты
- «Фотоувеличение»

В дальнейшем фильмам Фридкина сопутствовал куда меньший успех. Фильм «Колдун» провалился в прокате, не оправдав своего бюджета, и был разгромлен критикой. Невзирая на это, «Колдуна» Фридкин по сей день считает самой личной и тяжело создаваемой картиной в своей карьере.
Фильм «Разыскивающий», в котором Фридкин был ещё и сценаристом, а главную роль сыграл Аль Пачино, стал ещё большей неудачей: фильм был выдвинут на антинаграду «Золотая малина» в номинациях «Худший фильм», «Худший режиссёр» и «Худший сценарий». Относительно успешным стал снятый в 1985 году неонуар «Жить и умереть в Лос-Анджелесе».
В 1990-х годах Фридкин снял несколько проходных малобюджетных картин, а в 1992 году поставил одну из серий культового телевизионного сериала «Байки из склепа». Первым за долгое время успехом стал телефильм «12 разгневанных мужчин», ремейк классического фильма 1957 года Сидни Люмета. После этого Фридкину были доверены съёмки политического триллера «Правила боя» с Сэмюэлем Л. Джексоном и Томми Ли Джонсом в главных ролях. «Правила боя» были раскритикованы за исключительно негативное изображение арабов (действие происходит в Йемене); правозащитная организация Американо-арабский антидискриминационный комитет (American-Arab Anti-Discrimination Committee) охарактеризовала фильм как «возможно, самый расистский фильм, когда-либо снятый в Голливуде против арабов». Несмотря на критику, фильм окупил свой бюджет в шестьдесят миллионов долларов.
За следующие семь лет Фридкин снял только один фильм — «Загнанный» (2003 год), который был встречен критикой в основном негативно. Премьера фильма «Глюки» состоялась в 2006 году на Каннском кинофестивале, но в кинотеатрах он вышел только в следующем году. Основная тема фильма — паранойя, постепенно доводящая человека до безумия. Кроме этого, в 2007 году Фридкин снял один из эпизодов телесериала «C.S.I.: Место преступления». 8 сентября 2011 года на 68-м Венецианском кинофестивале состоялась премьера фильма «Киллер Джо», где лента получила приз «Золотая мышь» и была окрещена мировыми критиками как возвращение Фридкина в настоящее кино.
На январь 2023 года запланирован старт съёмок нового проекта Фридкина — экранизации романа Германа Воука «Восстание на Кейне». Известно, что одну из главных ролей исполнит Кифер Сазерленд. Проект закрыт из-за смерти Фридкина в августе 2023 года.

## Личная жизнь
Фридкин был женат четыре раза:

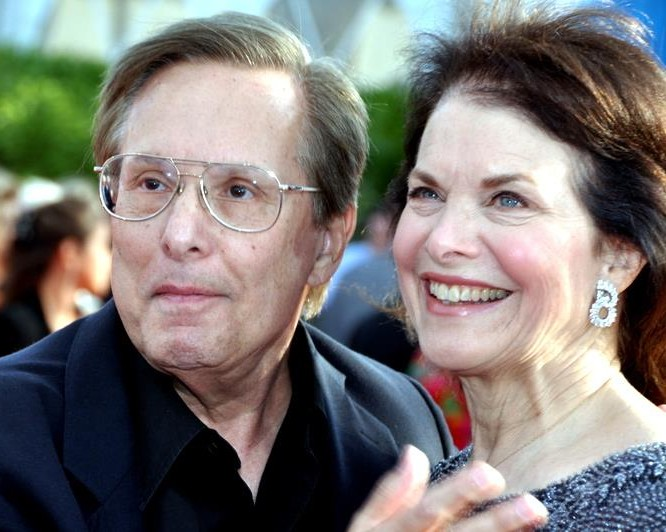
С Шерри Лансинг, 2012 год

- на актрисе Жанне Моро (1977—1979),
- актрисе Лесли-Энн Даун (1982—1985),
- журналистке Келли Лэнг (1987—1990) и
- бывшей главе «Paramount Pictures» Шерри Лансинг (с 1991).
- От второго брака у Фридкина родился сын Джек.
- Второй сын Седрик родился вне брака от австралийской актрисы Дженнифер Нэйрн-Смит.

### Смерть
Фридкин умер 7 августа 2023 года в Лос-Анджелесе в возрасте 87 лет. У него остались четвёртая жена Лансинг и двое сыновей.

## Фильмография
| Год       |     | Русское название                             | Оригинальное название                                 | Роль                          |
| --------- | --- | -------------------------------------------- | ----------------------------------------------------- | ----------------------------- |
| 1965      | док |                                              | Time-Life Specials: The March of Time                 | режиссёр                      |
| 1965      | док |                                              | The Bold Men                                          | режиссёр                      |
| 1965      | с   | Час Альфреда Хичкока                         | The Alfred Hitchcock Hour                             | режиссёр                      |
| 1965      | док | Народ против Пола Крампа                     | The People vs. Paul Crump                             | режиссёр                      |
| 1965      | док |                                              | Pro Football: Mayhem on a Sunday Afternoon            | режиссёр, продюсер            |
| 1966      | док | Тонкая синяя линия                           | The Thin Blue Line                                    | режиссёр, сценарист, продюсер |
| 1967      | ф   | Добрые времена                               | Good Times                                            | режиссёр                      |
| 1968      | ф   | Вечеринка в день рождения                    | The Birthday Party                                    | режиссёр                      |
| 1968      | ф   | Ночь, когда наехали на заведение Мински      | The Night They Raided Minsky's                        | режиссёр                      |
| 1970      | ф   | Оркестранты                                  | The Boys in the Band                                  | режиссёр                      |
| 1971      | ф   | Французский связной                          | The French Connection                                 | режиссёр                      |
| 1973      | ф   | Изгоняющий дьявола                           | The Exorcist                                          | режиссёр                      |
| 1974      | док |                                              | Fritz Lang Interviewed by William Friedkin            | режиссёр                      |
| 1977      | ф   | Колдун                                       | Sorcerer                                              | режиссёр, продюсер            |
| 1978      | ф   | Ограбление Бринкса                           | The Brink's Job                                       | режиссёр                      |
| 1980      | ф   | Разыскивающий                                | Cruising                                              | режиссёр, сценарист           |
| 1983      | ф   | Сделка века                                  | Deal of the Century                                   | режиссёр                      |
| 1985      | док |                                              | Putting It Together: The Making of the Broadway Album | режиссёр                      |
| 1985      | с   | Сумеречная зона                              | The Twilight Zone                                     | режиссёр                      |
| 1985      | ф   | Жить и умереть в Лос-Анджелесе               | To Live And Die In L.A.                               | режиссёр, сценарист           |
| 1986      | тф  | Спецназ «К.Э.Т.»                             | C.A.T. Squad                                          | режиссёр, продюсер            |
| 1987      | ф   | Неистовство                                  | Rampage                                               | режиссёр, сценарист, продюсер |
| 1988      | тф  | Спецназ «К.Э.Т.» 2: Бросая вызов опасности   | C.A.T. Squad: Python Wolf                             | режиссёр, сценарист, продюсер |
| 1990      | ф   | Опекун                                       | The Guardian                                          | режиссёр, сценарист           |
| 1992      | с   | Байки из склепа                              | Tales from the Crypt                                  | режиссёр                      |
| 1994      | ф   | Азартная игра                                | Blue Chips                                            | режиссёр                      |
| 1994      | тф  | Побег из тюрьмы                              | Jailbreakers                                          | режиссёр                      |
| 1995      | ф   | Шлюха                                        | Jade                                                  | режиссёр                      |
| 1997      | тф  | 12 разгневанных мужчин                       | 12 Angry Men                                          | режиссёр                      |
| 2000      | ф   | Правила боя                                  | Rules of Engagement                                   | режиссёр                      |
| 2003      | ф   | Загнанный                                    | The Hunted                                            | режиссёр                      |
| 2006      | ф   | Глюки                                        | Bug                                                   | режиссёр                      |
| 2007      | док |                                              | The Painter's Voice                                   | режиссёр                      |
| 2007—2009 | с   | C.S.I.: Место преступления                   | CSI: Crime Scene Investigation                        | режиссёр                      |
| 2011      | ф   | Киллер Джо                                   | Killer Joe                                            | режиссёр                      |
| 2023      | ф   | Военный трибунал по делу о мятеже на «Кейне» | The Caine Mutiny Court-Martial                        | режиссёр                      |